# Advocates for Self-Government

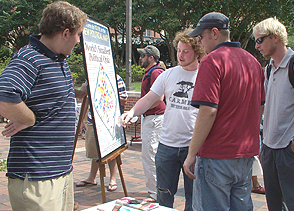
Medlemmar av Auburn Universitys libertarianer håller ett Operation: Politically Homeless-evenemang, där de använder en version av Nolan-diagrammet

Advocates for Self-Government är en amerikansk ideell, partipolitiskt obunden libertariansk organisation och tankesmedja. Den grundades 1985 av Marshall Fritz och dess nuvarande ledare är Sharon Harris.
Organisationen är mest känd för att ha populariserat World's Smallest Political Quiz (sv. världens minsta politiska test), som har genomförts över 10 miljoner gånger. Advocates for Self-Government driver Operation: Politically Homeless (OPH)-evenemangen, driver en databas över libertarianska kändisar och tränar libertarianer i att bli effektiva kommunikatörer för sina åsikter.